# Лахта (залив)
Лахта — залив на востоке Чудского озера (бассейн р. Нарва бассейна Балтийского моря) на северо-западе России. Территориально относится к Спицинской волости Гдовского района Псковской области.
В заливе расположены ряд островов: Медвежий на западе, Кобылий на юго-востоке, Ковра на юге, Попов-Наволок на юго-западе и другие. От основной части Чудского озера отделён полуостровом на западе. На юге соединён проливом с Раскопельским заливом и проливом севернее острова Борок с основной частью Чудского озера, с которым имеет связь и протокой на северо-западе.
На северо-восточном берегу залива расположена деревня Залахтовье, севернее — деревня Рогачево, на юго-западном (полуострове, отделяющем залив Лахта от Раскопельского залива) — деревня Сосно. В 2,5 км к северу от северного побережья расположен волостной центр, деревня Спицыно.

## Исторические сведения
Впервые упоминается в писцовой книге 7093-7095 (1585—1587) годов письма Григория Ивановича Мещанинова-Морозова и Ивана Васильевича Дровнина при описании Моцкой губы Гдовского уезда.

«За Иваном за Злобиным сыном Воронцова: дрв. на Люшине острову меж острова и Лахты, в живущем 2 четверти без третника пашни, а в пусте 2 чети перелогу.

[…]

Тимофея святого, что во Пскове в Домантове стене: пус. на Роскопелском острову у Чютцкого озера на берегу на Лахте, сошного писма в пусте пол пол пол трети сохи.»— [РГАДА, Ф.1209, Оп. 1, № 355, лл. 543 об., 544, 545]; опубликовано: Псков и его пригороды. Кн. 1. // Сборник Московского архива министерства юстиции. Т. 5. М. 1913. С. 251, 252. Текст приведён по редакции данного издания.

## Топографические карты
- Лист карты O-35-56-D — ФГУП «ГОСГИСЦЕНТР» Масштаб: в 1 см 500 м.
- Лист карты O-35-56-B — ФГУП «ГОСГИСЦЕНТР» Масштаб: в 1 см 500 м.
- Лист карты O-35-XVI Пылва. Масштаб: 1 : 200 000. Издание 1980 г.